# Гормон росту 1
GH1 (англ. Growth hormone 1) – білок, який кодується однойменним геном, розташованим у людей на короткому плечі 17-ї хромосоми. Довжина поліпептидного ланцюга білка становить 217 амінокислот, а молекулярна маса — 24 847.
| 10         |  | 20         |  | 30         |  | 40         |  | 50         |
| ---------- |  | ---------- |  | ---------- |  | ---------- |  | ---------- |
| MATGSRTSLL |  | LAFGLLCLPW |  | LQEGSAFPTI |  | PLSRLFDNAM |  | LRAHRLHQLA |
| FDTYQEFEEA |  | YIPKEQKYSF |  | LQNPQTSLCF |  | SESIPTPSNR |  | EETQQKSNLE |
| LLRISLLLIQ |  | SWLEPVQFLR |  | SVFANSLVYG |  | ASDSNVYDLL |  | KDLEEGIQTL |
| MGRLEDGSPR |  | TGQIFKQTYS |  | KFDTNSHNDD |  | ALLKNYGLLY |  | CFRKDMDKVE |
| TFLRIVQCRS |  | VEGSCGF    |  |            |  |            |  |            |

A: Аланін

C: Цистеїн

D: Аспарагінова кислота

E: Глутамінова кислота

F: Фенілаланін

G: Гліцин

H: Гістидин

I: Ізолейцин

K: Лізин

L: Лейцин

M: Метіонін

N: Аспарагін

P: Пролін

Q: Глутамін

R: Аргінін

S: Серин

T: Треонін

V: Валін

W: Триптофан

Кодований геном білок за функціями належить до гормонів, фосфопротеїнів. 
Задіяний у такому біологічному процесі, як альтернативний сплайсинг. 
Білок має сайт для зв'язування з іонами металів, іоном цинку. 
Секретований назовні.